# Bernard Just
Bernard Just est un photographe français né en 1949.

## Biographie
Bernard Just vit et travaille à Paris. Parallèlement à son activité de photographe, il écrit et mène une carrière dans l’informatique et les ressources humaines. 
Il découvre la photographie en 1964 en recevant son  premier appareil photographique, un Brownie Starlet Kodak.

Après un stage photographique en 1973, il entre au club Photographique de Paris, "les 30×40". 
En 1975, il devient membre du comité directeur des 30x40 et est responsable des expositions jusqu'en 1978. Il collabore aux Cahiers des 30×40.
Il effectue plusieurs voyages aux États-Unis de 1973 à 1977 sur les traces de Robert Frank. En 1976, il réalise un porte-folio sur la Scandinavie. En 1981, il découvre le format panoramique et réalise un travail de paysage intitulé « horizon ». En 1987, il se lance dans le moyen-format et entame un travail sur les fermes du Haut Val d'Arly.
En 1999, fait l’acquisition d’une chambre 4x5 inch. Début des travaux en grand format.

## Principales expositions
- 1975 : Maison des jeunes et de la culture de Saint-Ouen, France.
- 1976 : 
  - club des 30×40 ;
  - Centre international de séjour de Paris ;
  - Photographie Actuelle en France, Contrejour, Paris, France.
- 1977 : Galerie Noir & Blanc, Paris, France.
- 1978 :
  - Galerie Avry-Art, Triennale de Fribourg, Suisse ;
  - Images From West, Galerie Ethel, Paris, France.
- 1981 : Musée Ancien de Grignan, Drôme, France.
- 1985 : 
  - Horizon, Galerie Jean-Pierre Lambert, Paris, France ;
  - Derrière l'Arbre, Maison des Arts et Loisirs de Laon, France.
- 1989 : 
  - L'imagerie, Lannion, France ;
  - Autres photographes, autres photographies, Chelles, France ;
- 1992 : Espace Gérard-Philipe, affaires culturelles de la ville de Jarny, France.

## Publications
- 2000 : Le Chemin des Fermes, Yens-sur-Morges, éditions Cabédita
- 2003 : Les Années Megève, Yens-sur-Morges, éditions Cabédita
- 2009 : De Croche en Aiguille, éditions CDP
- 2012 : Le Nouveau Chemin des Fermes, éditions CDP
- 2013 : Romain du Mont d'la Motte, éditions Cabédita
- 2016 : Le Dernier Chemin des Fermes, éditions CDP

## Collections
- Bibliothèque nationale de France, Paris (F).
- Château d'eau de Toulouse (F).
- Bibliothèque historique de la ville de Paris (F).
- L'Imagerie, Lannion, Côtes-d'Armor (F).
- Centre Vivant d'Art Contemporain de Grignan (F).
- Affaires Culturelles de la ville de Jarny (F).